# Tấn Hoài công
Tấn Hoài công (chữ Hán: 晋怀公, cai trị: 637 TCN – 636 TCN), tên thật là Cơ Ngữ (姬圉), là vị vua thứ 23 của nước Tấn - chư hầu nhà Chu trong lịch sử Trung Quốc.

## Sinh tại nước Lương
Tấn Hoài công là con của Tấn Huệ công – vua thứ 22 nước Tấn.
Năm 654 TCN, nước Tấn xảy ra tranh chấp ngôi thế tử. Tấn Huệ công khi đó là công tử Di Ngô bị cha là Tấn Hiến công truy bức phải bỏ chạy sang nước Lương. Tại nước Lương, Di Ngô được vua nước Lương là Lương Bá gả con gái cho, sinh ra một người con trai, một người con gái.
Khi vợ Di Ngô sinh con, Lương Bá xem bói được lời tiên đoán: "sinh con trai thì làm bầy tôi người ta, sinh con gái thì làm thiếp người ta". Do đó Di Ngô đặt tên con trai là Ngữ, nghĩa là người chăn ngựa; và con gái là Thiếp.

## Làm con tin ở Tần
Năm 650 TCN, Di Ngô được nước Tần và nước Tề giúp đỡ đưa về nước làm vua, tức là Tấn Huệ công. Cơ Ngữ được lập làm thế tử, khi đó ông mới khoảng 4 tuổi.
Tháng 8 năm 645 TCN, vua cha Tấn Huệ công giao tranh với nước Tần thua trận, bị bắt làm tù binh. Tần Mục công thả cho Huệ công về. Huệ công cho thế tử Ngữ sang làm con tin nước Tần. Cơ Ngữ được Tần Mục công gả con gái cho. Năm đó Cơ Ngữ lên 9 tuổi.
Năm 641 TCN, Tần Mục công mang quân diệt nước Lương – quê mẹ thế tử Ngữ.
Năm 638 TCN, Tấn Huệ công ốm nặng. Thế tử Ngữ lo lắng, bèn bàn với vợ là Hoài Doanh:
Nhà mẹ ta ở nước Lương, nay nước Lương đã bị Tần diệt. Ta bên ngoài bị nước Tần khinh, bên trong nước không có ai giúp đỡ. Nếu vua cha không dậy được, các đại phu sẽ khinh ta mà lập người khác.
Hoài Doanh khuyên Cơ Ngữ hãy trốn về một mình và sẽ không tiết lộ việc này. Thế tử Ngữ bỏ trốn về nước Tấn.

## Mất ngôi
Tháng 9 năm 637 TCN, Tấn Huệ công qua đời. Thế tử Ngữ lên nối ngôi, tức là Tấn Hoài công.
Tần Mục công giận Tấn Hoài công tự ý bỏ trốn, bèn tìm bác Hoài công là Trùng Nhĩ để lập làm vua Tấn mới, đồng thời mang vợ ông là Hoài Doanh gả cho Trùng Nhĩ. Trùng Nhĩ ban đầu không muốn nhận nhưng vì đang nhờ cậy nước Tần đành phải đồng ý.
Tấn Hoài công lo Trùng Nhĩ sẽ về tranh ngôi, bèn ra lệnh cho những đại phu theo giúp Trùng Nhĩ phải trở về theo kỳ hạn, nếu không sẽ giết cả nhà. Con Hồ Đột là Hồ Mao đang theo Trùng Nhĩ ở nước Sở, Tấn Hoài công bắt Hồ Đột giam lại. Hồ Đột cự lệnh Hoài công không gọi con về. Tấn Hoài công bèn giết chết Hồ Đột.
Tháng 3 năm 636 TCN, Tần Mục công sai quân đưa Trùng Nhĩ về nước. Trùng Nhĩ sai người về báo cho vây cánh các đại phu Loan Chi, Khước Bốc làm nội ứng ở Giáng đô đón quân Tần. Tấn Hoài công điều quân ra chống quân Tần, nhưng số đông binh sĩ và nhân dân nghe tiếng Trùng Nhĩ đều có ý đón rước không muốn chống lại. Tấn Hoài công biết mình thế cô, bèn bỏ chạy sang đất Cao Lương.
Trùng Nhĩ vào Giáng đô, trở thành vua Tấn Văn công. Ngày mậu thân tháng đó, Tấn Văn công sai người đến đất Cao Lương giết Tấn Hoài công. Năm đó Hoài công 18 tuổi. Ông chỉ ở ngôi được 6 tháng.